# Potoki, Kobarid
Potoki este o localitate din comuna Kobarid, Slovenia, cu o populație de 69 de locuitori.